# Arlington (Nebraska)
Arlington és una població dels Estats Units a l'estat de Nebraska. Segons el cens del 2000 tenia 1.197 habitants.

## Demografia
Segons el cens del 2000, Arlington tenia 1.197 habitants, 475 habitatges, i 342 famílies. La densitat de població era de 810,8 habitants per km².
Dels 475 habitatges en un 36,2% hi vivien nens de menys de 18 anys, en un 59,8% hi vivien parelles casades, en un 7,2% dones solteres, i en un 27,8% no eren unitats familiars. En el 25,9% dels habitatges hi vivien persones soles el 14,3% de les quals corresponia a persones de 65 anys o més que vivien soles. El nombre mitjà de persones vivint en cada habitatge era de 2,52 i el nombre mitjà de persones que vivien en cada família era de 3,01.
Per edats la població es repartia de la següent manera: un 27,7% tenia menys de 18 anys, un 6,9% entre 18 i 24, un 28,4% entre 25 i 44, un 23,1% de 45 a 60 i un 14% 65 anys o més.
L'edat mediana era de 38 anys. Per cada 100 dones de 18 o més anys hi havia 89,5 homes.
La renda mediana per habitatge era de 45.365 $ i la renda mediana per família de 51.250 $. Els homes tenien una renda mediana de 35.083 $ mentre que les dones 24.615 $. La renda per capita de la població era de 19.453 $. Aproximadament el 3,3% de les famílies i el 3,7% de la població estaven per davall del llindar de pobresa.

## Poblacions més properes
El següent diagrama mostra les poblacions més properes.